# Slait
Slait oder DJ Slait (* 24. Januar 1987 in Olbia, Sardinien, als Ignazio Pisano) ist ein italienischer DJ und Hip-Hop-Produzent.

## Karriere
Der Produzent gründete 2010 zusammen mit den Rappern Salmo, Enigma und Hell Raton das Kollektiv Machete Crew und schließlich 2012 das Label Machete Empire Records. Slait arbeitete als DJ von Anfang an eng mit Salmo zusammen und wurde auch künstlerischer Leiter des Labels. Unter eigenem Namen veröffentlichte er die Mixtape-Reihe Bloody Vinyl, deren erster Teil 2012 erschien. 2019 brachte er in Zusammenarbeit mit der italienischen Dancehall-Gruppe Kalibandulu das Mixtape Digital Jungle Mixtape zum Gratisdownload heraus. Nach dem großen kommerziellen Erfolg des dritten und vierten Teils der Machete-Mixtape-Reihe erschien auch der dritte Teil von Slaits  Bloody Vinyl 2020 im Vertrieb von Sony und erreichte die Spitze der italienischen Albumcharts. Im selben Jahr wurde Slait künstlerischer Leiter des Sony-Sublabels Arista Records in Italien.

## Diskografie

### Mixtapes
- Bloody Vinyl Vol. 1 (2012)
- BV2 (2015)

| Jahr | Titel Musiklabel          | Höchstplatzierung, Gesamtwochen, AuszeichnungChartplatzierungen (Jahr, Titel, Musiklabel, Platzierungen, Wochen, Auszeichnungen, Anmerkungen) | Höchstplatzierung, Gesamtwochen, AuszeichnungChartplatzierungen (Jahr, Titel, Musiklabel, Platzierungen, Wochen, Auszeichnungen, Anmerkungen) | Anmerkungen        |
| Jahr | Titel Musiklabel          | IT | CH | Anmerkungen        |
| ---- | ------------------------- | --- | --- | ------------------ |
| 2020 | Bloody Vinyl 3 (BV3) Sony | IT1 Platin · (70 Wo.)IT | CH53 (2 Wo.)CH | Verkäufe: + 50.000 |

### Singles
| Jahr | Titel Album  | Höchstplatzierung, Gesamtwochen, AuszeichnungChartsChartplatzierungen (Jahr, Titel, Album, Platzierungen, Wochen, Auszeichnungen, Anmerkungen) | Anmerkungen                                                                    |
| Jahr | Titel Album  | IT | Anmerkungen                                                                    |
| ---- | ------------ | --- | ------------------------------------------------------------------------------ |
| 2020 | Altalene BV3 | IT1 ×3Dreifachplatin · (34 Wo.)IT | Bloody Vinyl, Slait & Tha Supreme feat. Mara Sattei & Coez Verkäufe: + 210.000 |

## Privates
Slait ist mit der Schauspielerin Amanda Campana verlobt.

## Belege
1. 1 2  Mauro Abbate: Chi è DJ Slait, la mente del mixtape Bloody Vinyl. In: Notizie Musica. 10. Oktober 2020, abgerufen am 19. Dezember 2020 (italienisch).
2. ↑  Paolo Bianco: Digital Jungle Mixtape: tracklist e free download. In: Soundsblog. 19. Dezember 2017, abgerufen am 19. Dezember 2020 (italienisch).
3. ↑  Archivio classifiche Top Singoli. FIMI, abgerufen am 19. Dezember 2020. CH
4. 1 2  Certificazioni. FIMI, abgerufen am 26. Juli 2021 (italienisch).
5. ↑  Archivio classifiche Top Singoli. FIMI, abgerufen am 8. Februar 2021 (italienisch).
6. ↑  Chi è Amanda Campana, l’interprete di Sofia in Summertime? Età, altezza, biografia e profilo Instagram. In: Intrattenimento.eu. 3. Mai 2020, abgerufen am 11. September 2021 (italienisch).

| Personendaten    | Personendaten                          |
| ---------------- | -------------------------------------- |
| NAME             | Slait                                  |
| ALTERNATIVNAMEN  | DJ Slait; Pisano, Ignazio              |
| KURZBESCHREIBUNG | italienischer DJ und Hip-Hop-Produzent |
| GEBURTSDATUM     | 24. Januar 1987                        |
| GEBURTSORT       | Olbia, Sardinien                       |